# Triphora ravenii
Triphora ravenii är en orkidéart som först beskrevs av Louis Otho Otto Williams, och fick sitt nu gällande namn av Leslie Andrew Garay. Triphora ravenii ingår i släktet Triphora och familjen orkidéer. Inga underarter finns listade i Catalogue of Life.